# Вольненское сельское поселение (Краснодарский край)
Вольненское сельское поселение — муниципальное образование в Успенском районе Краснодарского края России.
В рамках административно-территориального устройства Краснодарского края ему соответствует Вольненский сельский округ.
Административный центр — село Вольное.

## Население
| 2002  | 2010  | 2012  | 2013  | 2014  | 2015  | 2016  |
| ----- | ----- | ----- | ----- | ----- | ----- | ----- |
| 6700  | ↗6790 | ↗6796 | ↘6779 | ↘6735 | ↗6762 | ↗6813 |
| 2017  | 2018  | 2019  | 2020  | 2021  | 2023  |       |
| ↗6860 | ↘6852 | ↘6735 | ↘6691 | ↗6785 | ↘6679 |       |

## Населённые пункты
В состав сельского поселения (сельского округа) входят 4 населённых пункта:
| № | Населённый пункт | Тип населённого пункта | Население (чел.) |
| - | ---------------- | ---------------------- | ---------------- |
| 1 | Вольное          | село                   | ↗3739            |
| 2 | Дивный           | посёлок                | ↗682             |
| 3 | Заречный         | посёлок                | ↘433             |
| 4 | Марьино          | село                   | ↗2171            |